# TV Muro
TV Muro é uma emissora de televisão local sem fins lucrativos que opera no município de Sabará, na Região Metropolitana de Belo Horizonte, em Minas Gerais, no Brasil. A emissora tem por lema "TV Muro, a menor rede de TV do planeta".
A estação foi fundada em 1997, sendo dirigida desde a data da sua fundação por Francisco Dário dos Santos, funcionário da biblioteca pública municipal, conhecido por Chiquinho. Está sediada numa zona pobre de Sabará, no número 299 da Rua São Francisco, ao lado da Igreja de São Francisco de Assis, no alto do muro da casa de Chiquinho, sendo por isso denominada TV Muro. Em 2005, a emissora era sustentada pelas rendas provenientes das vendas de "chupe-chupe", um doce fabricado pela mãe de Chiquinho, cuja receita revertia inteiramente para a sua manutenção.
A emissora tem sido referenciada em várias pesquisas, livros e trabalhos científicos sobre jornalismo. Em 2003, foi elogiada pelo jornalista e professor Antônio Brasil, enquanto iniciativa comunitária e contestadora do poder das grandes redes. Num outro trabalho acadêmico publicado em 2013, foi referida como caso de sucesso de comunicação comunitária em Minas Gerais, representando uma situação em que a comunidade se envolve e se movimenta para assistir diariamente à emissão.

## História
A rede teve origem em cerca de 1997 com a TV Verde, quando Chiquinho e um amigo transformaram um guarda-chuva de cabeça para baixo em link e emitiram a programação numa caixa de papelão fingindo de televisor. Um ano, depois surgia a TV Muro, montada com um link que encontrou sucateado num lixão perto de sua casa, uma câmera VHS, um videocassete e um televisor preto e branco. O link encontra-se instalado no telhado da habitação, acondicionado numa geladeirinha isopor cheia de tijolos para não levantar voo.
Os primeiros equipamentos chegaram à TV Muro quase todos por via do escambo. A câmera foi comprada com o dinheiro da venda do único cavalo de Chiquinho e o videocassete pela comercialização de duas cabras, "boas de leite”, segundo Chiquinho. A maioria do equipamento que se encontra atualmente na estação, como tripé, iluminadores e aparadores, foi oferecido por vários doadores, entre os quais os apresentadores Jô Soares e Ana Hickmann.
Em 2001, a TV Muro havia recebido várias doações de equipamentos, e contava com uma equipe composta por um editor, uma produtora, um câmera e uma repórter, que produzia o seu único programa, o Jornal Legal, que iniciava com o bordão "Você que está subindo, você que está descendo, pare! E me veja aqui no muro.". O programa era emitido em blocos, entre as 18h e as 21h, sendo inédito às segundas, quartas e sextas e reprisado às terças e quintas, sendo ainda televisionada aos sábados a missa na fronteira Igreja de São Francisco de Assis. A emissora havia ampliado o alcance do sinal para dez domicílios vizinhos, compreendendo cerca de 40 pessoas, além das cerca de trinta pessoas que reuniam diariamente, geralmente em pé, em frente da casa de Chiquinho, para assistir ao programa. O público total da emissora era então estimado em menos de 100 pessoas.
A emissora emitia comerciais, consistindo em produtos vendidos pelos moradores do lugar, e os serviços da bicicletaria de Eduardo Dias, o cameraman da TV Muro. Uma vez que a emissora não tem fins lucrativos, os comerciais são gratuitos.
O sucesso da emissora era constatado pela contagem de quantos telespectadores paravam na calçada para ver a TV no muro, através de um buraco no portão.
Segundo a Associação Brasileira de Emissoras de Rádio e Televisão, a emissora encontrava-se então na ilegalidade por não ter "concessão, permissão ou autorização" federal, de acordo com o capítulo 5 da Constituição Brasileira.
Em 2003, a STV - Rede SescSenac de Televisão, fechou um contrato de intercâmbio de programação com a TV Muro. Com essa parceria, a estação passou a poder transmitir programas educativos e documentários produzidos pela STV, entre os quais O Mundo da Arte, Balaio Brasil, Fragmentos, O Mundo da Fotografia e Filhos. As produções da TV Muro, como o documentário Lendas de Sabará, seriam por sua vez exibidas na STV
Inicialmente, a estação contava apenas com um pequeno televisor de tubo de 14 polegadas, montado diariamente no alto do muro da casa de Chiquinho, razão da sua designação, "TV Muro". Quando chove, Chiquinho monta um guarda-chuva sobre o televisor, de modo a protegê-lo.
Em 2014, um empresário local ofereceu um aparelho de data show, permitindo a projeção na parede lateral da igreja com uma imagem de até 60 polegadas, sendo para isso autorizado pelo padre, com a condição de não ser na hora da missa nem ser muito alto.

Em maio de 2019, após ser tema do programa Hora do Faro, apresentado por Rodrigo Faro, a estação ganhou novos equipamentos, sendo totalmente reformada.

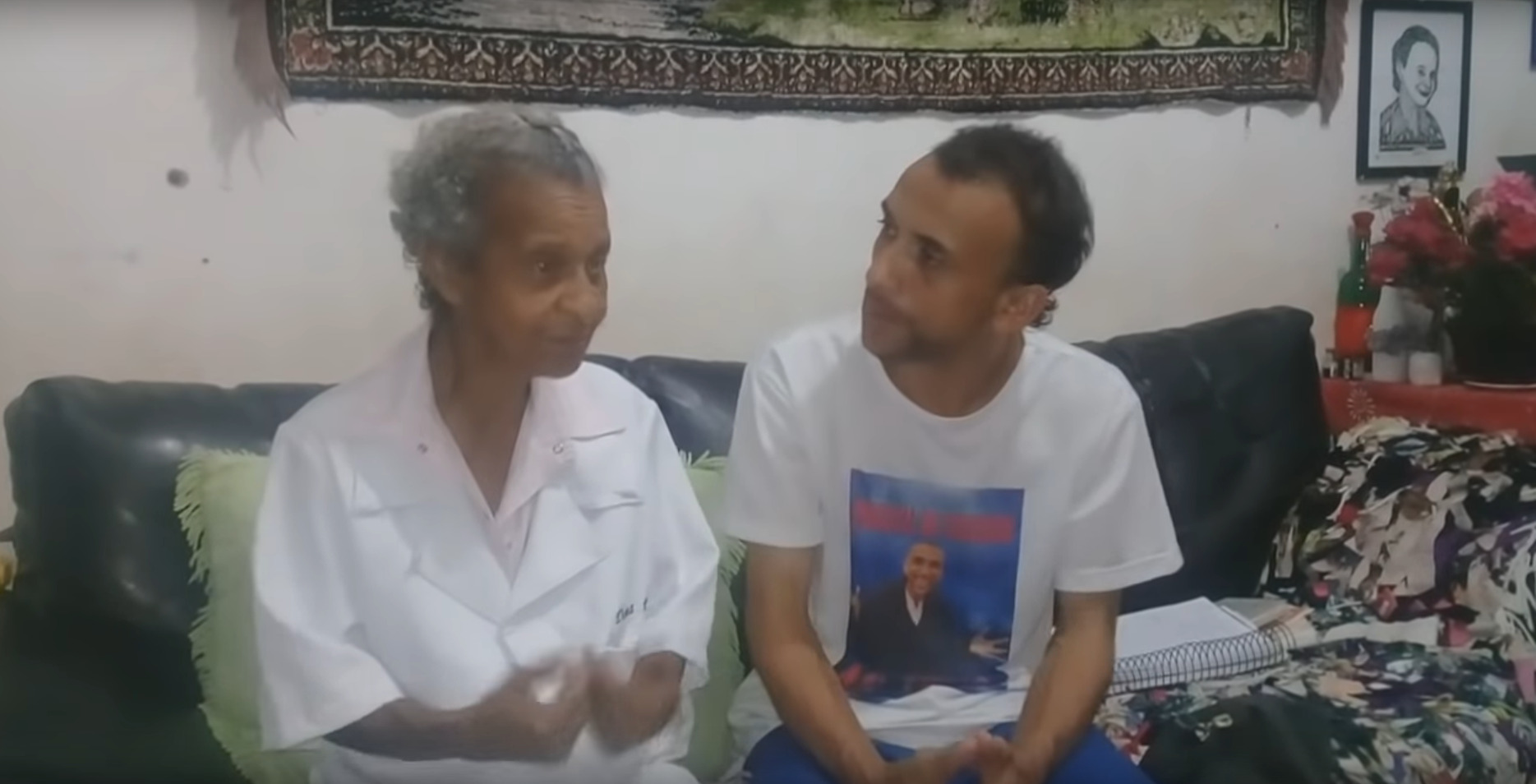
Chiquinho entrevistando Dona Piu, a última benzedeira de Sabará, para a TV Muro, em 2018.

## Programação
Desde a sua fundação, a estação emite de segunda a sábado entre as 18h e as 22h, funcionando também aos sábados após o fim da missa.
A grade da TV Muro varia entre nove e dez programas, incluindo notícias, cinema, documentário, meio ambiente, diversão, utilidade pública e recados da comunidade. O ano de 2014 foi marcado pelo regresso da atração de grande sucesso, o Muroletrando, um concurso de soletração inserido na TV Murinho, braço da TV Muro dedicado ao público infantil, que conta com a participação de crianças que integram o grupo de teatro Biblio em Cena, também ele criado há 25 anos por Chiquinho na biblioteca municipal de Sabará.
Sempre que é ano de Copa do Mundo, a TV emite o Copa no Muro, com Chiquinho Galvão e Maria Bueno, conhecida por "Mamãe Bueno", amiga de Chiquinho e colaboradora da TV. Vestindo as cores da Seleção Brasileira, ambos dão palpites, comentam as partidas em que joga a Seleção e entrevistam as pessoas na rua. Em 2014, a estação planejava acompanhar a Copa do Muro com o Coral das Galinhas, pretendendo apresentar um coro de galináceos com o galo Frederico, trajando a rigor e cantando afinados o Hino Nacional. Em 2018, a transmissão do programa fez-se com a câmera amarrada com arame dentro do quarto de Chiquinho, em um tripé improvisado, com o par entrando num pano verde nos intervalos dos jogos para comentar e palpitar, saindo tudo na televisão em cima do muro.
A estação emite ainda o Cine Muro, programa de cinema e documentários.

## Produções
Em 2007, em parceria com estudantes de cinema do Centro Universitário UNA, a TV Muro terminou a produção do documentário Lendas de Sabará, iniciado em 2003, com a duração de 1h10, sobre as 25 lendas que fazem parte do imaginário popular local, como a da "mulher do algodão", um fantasma que aparece nos banheiros de escolas da cidade com algodão no nariz e nos ouvidos assombrando os alunos, a noiva do Cemitério do Carmo e o "dono da noite", um menino que se transforma em homem em plena madrugada na porta da matriz de Nossa Senhora da Conceição.
Durante um ano, Chiquinho resgatou essas lendas através de moradores antigos da cidade, organizando também com as crianças representações teatrais dessas lendas. O documentário teve um custo total de R$12, com fita VHS e CD/DVD, contando com a participação de toda a comunidade, que ajudou e participou da realização do vídeo.
Por ocasião do Dia do Folclore, o documentário foi exibido no Cine Bandeirantes, em Sabará.

## Cobertura midiática
Em 2005, foi produzida um curta-metragem sobre a emissora, intitulado TV Muro, dirigido e produzido por Fábio de Britto e Simone Lara. O filme conquistou o prêmio de melhor vídeo da 8ª Mostra de Cinema de Tiradentes (voto popular)  e menção honrosa no 13º Festival de Cine Vídeo de Gramado. Recebeu ainda o prêmio Festival dos Festivais de Vídeo, no 9.º Festival de Cinema, Vídeo e Dcine de Curitiba.
Em outubro de 2005 e em 2011, Chiquinho foi convidado de Ana Maria Braga no Mais Você, onde esteve falando da emissora e participando em projetos cinematográficos promovidos pelo programa.
Em maio de 2019, a história da TV Muro foi tema do programa Hora do Faro, apresentado pelo ator e apresentador Rodrigo Faro.